# Radisson Blu Hotel Olümpia
Das Radisson Blu Hotel Olümpia ist ein 84 Meter hohes Hotel in der estnischen Hauptstadt Tallinn. Das Gebäude war seit 1980, von den Kirchtürmen abgesehen, das höchste der Stadt, bis es 1999 vom SEB-Gebäude mit seinen 94,5 m übertroffen wurde.

## Lage
Das Hotel befindet sich 1,5 km vom Rathausplatz (Raekoja plats), ca. 1 km vom Passagierhafen und etwa 4 km vom Tallinner Flughafen entfernt. Es verfügt über 390 Zimmer.

## Geschichte
Das Gebäude wurde 1980 von finnischen Firmen zu den Segelwettbewerben der Olympischen Sommerspiele 1980 gebaut. Die feierliche Eröffnung des Hotels fand am 6. April 1980 statt. Als Hotell Olümpia eröffnet und später nach dem Verkauf des Volkseigentums in private Hände als Reval Hotel Olümpia betrieben, dabei 1997 renoviert, wurde es 2010 als Teil der Radisson-Blu-Kette in Radisson Blu Hotel Olümpia umbenannt.
Das Projekt wurde von den estnischen Architekten Toivo Kallas, Rein Kersten, Ain Andressoo und anderen entworfen.
Zu den prominenten Übernachtungsgästen gehörten Indira Gandhi, Alla Pugatschowa, David Copperfield, Rammstein und Montserrat Caballé.